# Pierre Fouad
Pierre Fouad (geb. vor 1935; gest. nach 1947) war ein aus Ägypten stammender Schlagzeuger des Jazz, bekannt für seine Zusammenarbeit mit Django Reinhardt im Quintette du Hot Club de France in Paris.

## Leben
Über seine Lebensdaten ist in der Literatur nichts bekannt. Er soll aus wohlhabendem Haus stammen (seine Familie war mit der von König Faruq verwandt) und kam nach Paris um zu studieren.  Erste Aufnahmen entstanden 1935 mit Gus Viseur (Le Virtuose Tatave et son Orchestre, mit Claude Fournier). In den folgenden Jahren spielte er u. a. mit Fletcher Allen, Pierre Allier, Alix Combelle und 1938 mit den Hot Club Swing Stars, bestehend aus Philippe Brun, Pierre Allier, Maurice Mouflard, Danny Polo, Max Blanc, Alix Combelle, Noël Chiboust, Louis Richardet, Roger Chaput und Louis Vola.  1938 nahm er eine Session mit Fletcher Allen, Alix Combelle, Tony Rovira und Marcel Bianchi auf.
Er war auch 1935 Kritiker bei Jazz Hot.
André Hodeir beschrieb ihn in einem Porträt in der Zeitschrift des Hot Club de France im Januar/Februar 1946 als immer gut angezogen, von starker Persönlichkeit, manchmal äußerlich einen trägen, abgehobenen Eindruck hinterlassend, aber im Gespräch häufig überschwänglich und mit schneidendem Witz. Nach Hodeir war sein Swing-Drive so stark, dass er bisweilen andere Jazz-Aspekte vernachlässigte, schlechte Mitspieler ignorierte (so lange die Rhythmusgruppe funktionierte, dort duldete er keine Kompromisse) und auch süße Tanzmusik tolerierte (auch wenn er Jazz à la Armstrong und Ellington musikalisch vorzog). Hodeir  hielt ihn damals für den besten Schlagzeuger Frankreichs.
1940 wurde er Mitglied im Quintette du Hot Club de France von Django Reinhardt, als dieser es neu aufstellte (unter anderem mit dem Klarinettisten Hubert Rostaing).
Anfang 1940 entstand ein Rundfunkmitschnitt eines Auftritts Fouads mit Django Reinhardt (Chez Jimmy); am 1. Oktober 1940 wirkte er dann bei einer ersten Aufnahmesession des Quintette du Hot Club de France mit („Nuages“, „Rhythm Futur“), mit  Hubert Rostaing, Django und Joseph Reinhardt, Francis Luca und der Sängerin Josette Daydé. Neben der Arbeit bei Reinhardt und Grappelli  spielte Fouad in den frühen 1940er-Jahren in Paris auch mit Noēl Chiboust, Hubert Rostaing/Aimé Barelli,  Alex Renard, Christian Wagner, André Ekyan,  Charles Trenet, Sarane Ferret, Emile Carrara, Charlie Lewis, Claude Laurence, André Ekyan, Tony Muréna und Louis Richard-Day's Accordion Swing Quartette.
Am 10. Juli 1941 spielte er mit Barelli, Rostaing, Chiboust, Max Hugot, Léo Chauliac, Eugène Vées, Emmanuel Soudieux den Titel „Swing 42“ ein; er erschien unter Fouads Namen (Pierre Fouad et son Orchestre) erschien bei Swing (SW-128).
1942 zerstritt Fouad sich mit Django Reinhardt und wurde durch André Jourdan ersetzt. Er nahm aber auch danach noch mit Reinhardt auf, zuletzt auf einer Tour des Quintetts nach Belgien 1947, wo sie in den Decca Studios in Brüssel aufnahmen (nachdem der die Tour organisierende Impresario sie um ihre Gagen geprellt hatte).
In den Nachkriegsjahren arbeitete Fouad weiterhin mit Reinhardt, Rostaing und Chauliac, außerdem mit Eddie Barclay, Jack Conner; am 21. Mai 1947 fand in Brüssel Fouads letzte Aufnahmesitzung mit Django Reinhardt statt.
Später zog er wieder nach Kairo, wo über ein weiteres musikalisches Wirken nichts bekannt ist.
Nach Tom Lord war er im Bereich des Jazz zwischen 1935 und 1947 an 63 Aufnahmesessions beteiligt. Eine kleine Rolle hatte er in dem Spielfilm Chèque au porteur (1941, Regie Jean Boyer).